# 7-羟基阿莫沙平
7-羟基阿莫沙平是一种含氮有机氯化合物，分子式C
17H
16ClN
3O
2，为抗抑郁药阿莫沙平的活性代謝產物。